# 26 mai (calendar ortodox)
26 mai în calendarul ortodox:

## Sfinți
- pomenirea sfântului și măritului apostol Carp din Beroea, unul din cei 70 de Apostoli.
- pomenirea sfântului apostol Alfeu, unul din cei 70 de Apostoli.
- pomenirea sfinților mucenici Averchie și Elena.
- Sf. Ierarh Augustin.

## Evenimente
- 1488: Începe construcția Mănăstirii Voroneț (terminată în luna septembrie a aceluiași an)

## Nașteri
- 1903: Vladimir Losski, important teolog ortodox al secolului al XX-lea